# Nombres de Alemania

Las etimologías de los nombres de Alemania en Europa:
del alto alemán antiguo diutisc, «pueblo»
del latín Germania
del pueblo de los alamanes
del pueblo de los sajones
del término eslavo němьcь, que significa «mudo»
de un término báltico, que significa probablemente «pueblo»

Debido a su situación geográfica, en el centro de Europa y rodeada de pueblos diversos; y a la materialización tardía de su unidad, Alemania es conocida con diferentes nombres que varían dependiendo de las lenguas, inspirados por los pueblos que la han compuesto. Por ejemplo, en alemán se denomina Deutschland, en inglés Germany, o en polaco Niemcy.

## Nombres por etimología

### Diutisc
El término alemán Deutschland deriva del alto alemán antiguo diutisc o de variantes similares del protogermánico þiudiskaz, que significa «del pueblo». Fue utilizado para hacer la diferencia entre los hablantes de lenguas germánicas y los de lenguas celtas o romances. Viene originalmente del protoindoeuropeo *tewtéh₂, «pueblo».
Esta es la etimología de la palabra para Alemania en la mayoría de las lenguas germánicas (alemán incluido), aparte de otras lenguas no europeas que han adoptado el endónimo Deutschland:
- Lenguas germánicas
  - afrikáans: Duitsland
  - alemán: Deutschland
  - danés: Tyskland
  - islandés: Þýskaland
  - italiano: Tedesco (para el caso de la lengua alemana)
  - neerlandés: Duitsland
  - noruego: Tyskland
  - sueco: Tyskland
- Otras lenguas
  - chino: 德意志 (Déyìzhì), o 德國 (Déguó)
  - coreano: 독일 (獨逸/Dogil/Togil)
  - japonés: ドイツ (Doitsu)
  - vietnamita: Đức

### Germania

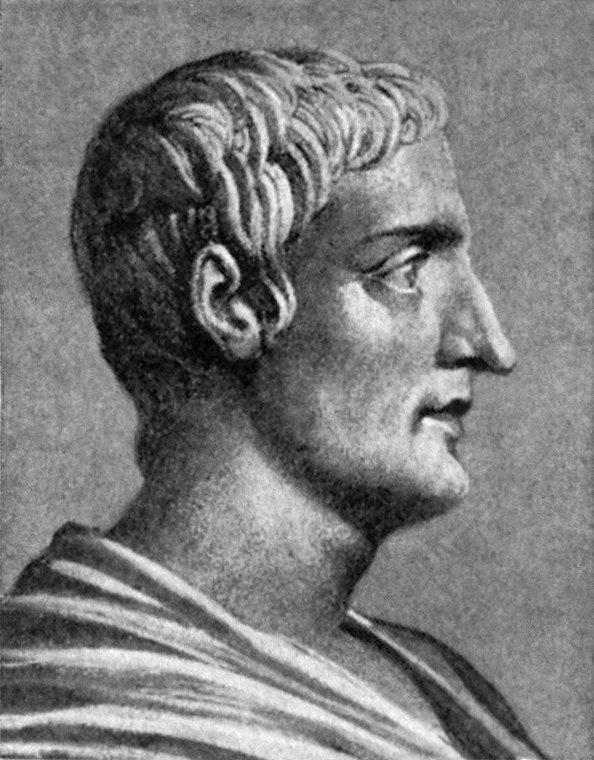
Tácito, autor del libro Germania

La palabra latina Germania, de origen incierto, aparece el siglo III a. C. Podría ser de origen galo y no existe ninguna prueba de que haya sido empleado por las tribus germánicas. Julio César es el primero en utilizarlo para describir a las tribus del nordeste de la Galia en su escrito más conocido, De bello gallico.
En inglés, la palabra German («alemán») aparece por primera vez en 1520, sustituyendo los términos Almain, Alman y Dutch. 
Pese al parecido, «hermano» proviene del latín germanus y no está relacionada en los pueblos germánicos.
- albanés: Gjermania
- inglés: Germany
- armenio: Գերմանիա (Germania)
- bengalí: জার্মানি (Jarmani)
- búlgaro: Германия (Germanija)
- georgiano: გერმანია (Germania)
- griego: Γερμανία (Germanía)
- hebreo: גרמניה (Germania)
- hindi: जर्मनी (Jarmanī)
- indonesio: Jerman
- irlandés: An Ghermáin
- italiano: Germania (pero el nombre de la lengua alemana, Tedesco, tiene su origen en Diutisc)
- macedonio: Германија (Germanija)
- maltés: Ġermanja
- panyabí: ਜਰਮਨੀ (Jarmanī)
- rumano: Germania
- ruso: Германия (Germanija)
- suajili: Ujerumani
- tamil: ஜெர்மனி (Jermani), செருமனி (Cerumani)
- tailandés: เยอรมนี (Yerramani), เยอรมัน (Yoeraman)

### Alamanes

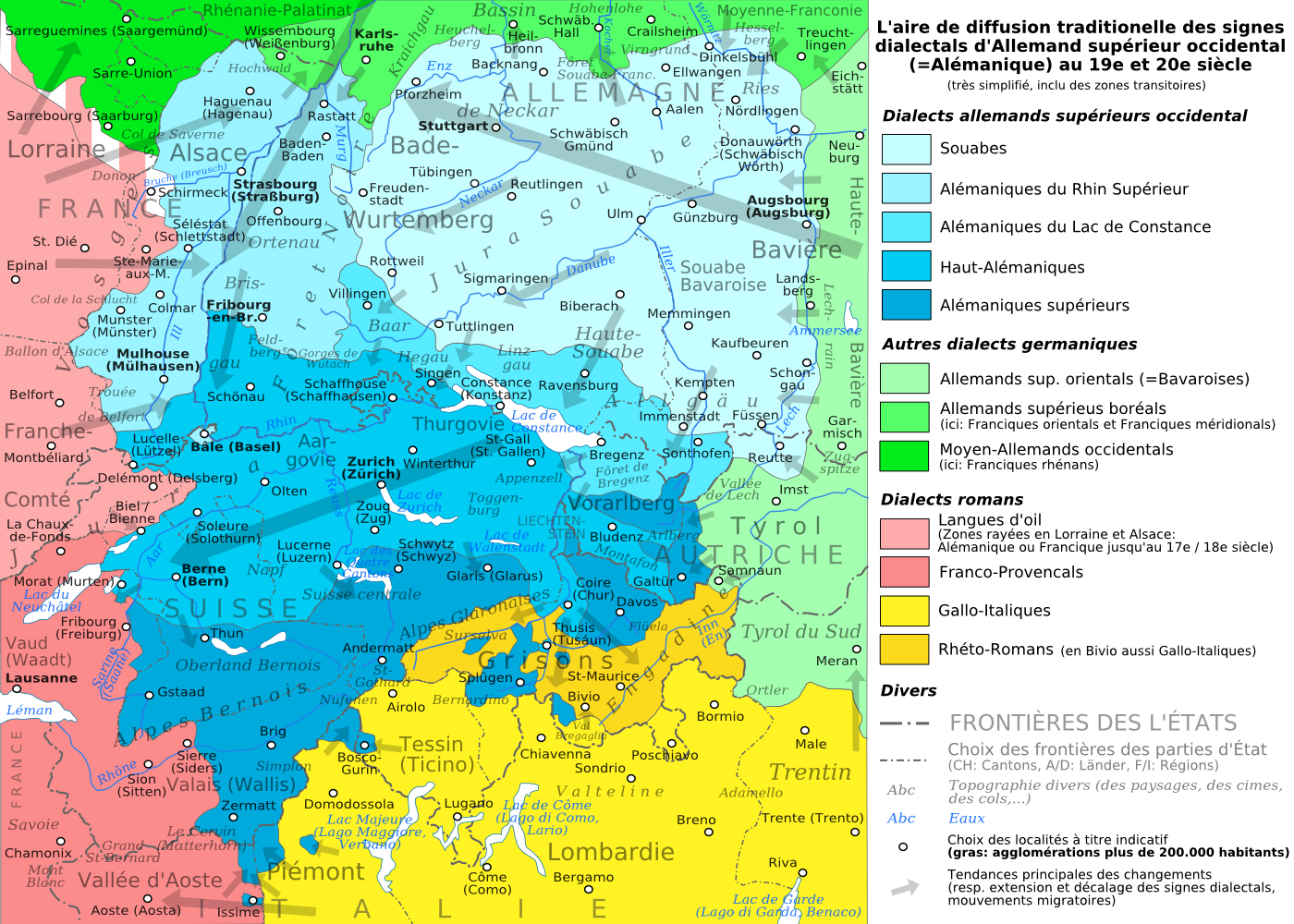
Áreas donde se habla el alamánico.

Los alamanes son un conjunto de tribus sur-germánicas suevas que ocuparon lo que actualmente es Alsacia, partes de Baden-Wurttemberg y Suiza. Su nombre proviene del protogermánico *Alamanniz, que podría tener dos significados. Si Al- significa «todo», quiere decir «todos los hombres». Si Al- significa «otro», quiere decir «los hombres extranjeros».
- Lenguas romances
  - aragonés: Alemanya
  - asturiano: Alemaña
  - catalán: Alemanya
  - español: Alemania
  - extremeño: Alemaña
  - francés: Allemagne
  - gallego: Alemaña
  - mirandés: Alemanha
  - occitano: Alemanha
  - portugués: Alemanha
- Otras lenguas
  - árabe: ألمانيا ('Almāniyā)
  - azerí: Almaniya
  - filipino: Alemania
  - guaraní: Alemáña
  - kazajo: Алмания (Almanija)
  - kurdo: Elmaniya
  - persa: آلمان ('Ālmān)
  - turco: Almanya
  - vasco: Alemania
  - yaqui: Aleman

### Nemets
El exónimo eslavo nemets, nemtsy deriva del protoeslavo němьcь, «extranjero», que proviene del adjetivo němъ. Significa literalmente «mudo», interpretado en el sentido de «alguien que no habla como nosotros», «un extranjero». Parece que němьci se empleó primeramente para referirse a todos los extranjeros no eslavos.
- Lenguas eslavas
  - bielorruso: Нямеччына (Njameččyna)
  - bosnio: Njemačka
  - checo: Německo
  - croata: Njemačka
  - eslovaco: Nemecko
  - esloveno: Nemčija
  - polaco: Niemcy
  - serbio: Немачка (Nemačka)
  - ucraniano: Німеччина (Nimeččyna)
- Otras lenguas
  - húngaro: Németorszag

### Sajones
El nombre de la tribu germánica de los sajones deriva del protogermánico *sakhsan. Los términos estonio y finés se aplicaban históricamente a los antiguos sajones, para posteriormente denominar a la totalidad de Alemania. En algunas lenguas celtas, el término para «inglés» proviene de los sajones.
- estonio: Saksamaa
- finés: Saksa
- Tornedaliano: Saksa
- võro: S'aksamaa

### Teutones
- náhuatl: Teutotitlan

### Término báltico
Términos que significan «Alemania» en lituano y letón, de origen desconocido:
- letón: Vācija
- lituano: Vokietija